# Каваларо (Палермо)
Каваларо је насеље у Италији у округу Палермо, региону Сицилија.
Према процени из 2011. у насељу је живело 257 становника. Насеље се налази на надморској висини од 181 м.